# Кардашин (остров)
Кардашин (Паланка) — остров при впадении реки Чайки в Кардашинский лиман возле села Солонцы Херсонского района Херсонской области, Украина. С XVII ст. на этом острове находилась пограничная крепость. Первое упоминание о ней датируется 1671 годом. Иван Сирко, следуя из Очакова в Сечь, оставил в паланке (небольшое укрепление, обнесённое частоколом) Кардашин провиант и оружие.
Также одно из упоминаний об этой казацкой крепости датируется 12 июня 1678 года, когда кошевой атаман Иван Сирко, разгромив на реке Корабельной (Корабелка) турецкую флотилию, оставил здесь трофеи и пленных.